# Elatostema medogense
Elatostema medogense är en nässelväxtart som beskrevs av Wen Tsai Wang. Elatostema medogense ingår i släktet Elatostema och familjen nässelväxter. Inga underarter finns listade i Catalogue of Life.